# Saillat-sur-Vienne
Saillat-sur-Vienne  est une commune française située dans le département de la Haute-Vienne en région Nouvelle-Aquitaine.

## Géographie

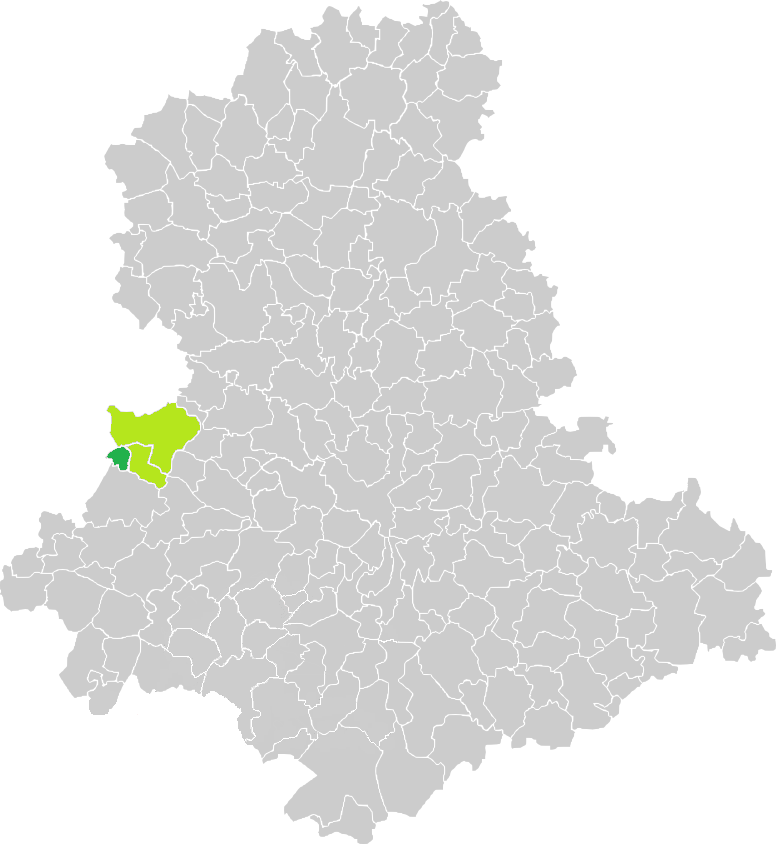
Situation de la commune de Saillat-sur-Vienne en Haute-Vienne.

### Communes limitrophes
Les communes limitrophes sont Chassenon, Étagnac, Chaillac-sur-Vienne, Rochechouart et Saint-Junien.
| Étagnac (Charente)   | Saint-Junien       |                     |
| Chassenon (Charente) | Saillat-sur-Vienne | Chaillac-sur-Vienne |
|                      | Rochechouart       |                     |

### Géologie
La commune se situe en bordure d'un cratère météoritique, formé il y a environ 200 millions d'années, l'astroblème de Rochechouart-Chassenon.

### Climat
Pour des articles plus généraux, voir Climat de la Nouvelle-Aquitaine et Climat de la Haute-Vienne.
Historiquement, la commune est exposée à un climat océanique limousin.  
En 2020, Météo-France publie une typologie des climats de la France métropolitaine dans laquelle la commune est exposée à un climat océanique altéré et est dans la région climatique  Poitou-Charentes, caractérisée par un bon ensoleillement, particulièrement en été et des vents modérés.
Pour la période 1971-2000, la température annuelle moyenne est de 11,9 °C, avec une amplitude thermique annuelle de 14,8 °C. Le cumul annuel moyen de précipitations est de 976 mm, avec 12,6 jours de précipitations en janvier et 7,3 jours en juillet. Pour la période 1991-2020, la température moyenne annuelle observée sur la station météorologique la plus proche, située sur la commune de Rochechouart à 5,36 km à vol d'oiseau, est de 12,2 °C et le cumul annuel moyen de précipitations est de 963,9 mm,. Pour l'avenir, les paramètres climatiques de la commune estimés pour 2050 selon différents scénarios d’émission de gaz à effet de serre sont consultables sur un site dédié publié par Météo-France en novembre 2022.

## Urbanisme

### Typologie
Au 1er janvier 2024, Saillat-sur-Vienne est catégorisée commune rurale à habitat dispersé, selon la nouvelle grille communale de densité à sept niveaux définie par l'Insee en 2022.
Elle est située hors unité urbaine et hors attraction des villes,.

### Occupation des sols
L'occupation des sols de la commune, telle qu'elle ressort de la base de données européenne d’occupation biophysique des sols Corine Land Cover (CLC), est marquée par l'importance des territoires agricoles (50,1 % en 2018), en diminution par rapport à 1990 (60,1 %). La répartition détaillée en 2018 est la suivante : 
zones agricoles hétérogènes (32,8 %), forêts (22,9 %), prairies (14,1 %), zones industrielles ou commerciales et réseaux de communication (12,7 %), zones urbanisées (10,9 %), terres arables (3,1 %), espaces verts artificialisés, non agricoles (1,7 %), eaux continentales (1,6 %), mines, décharges et chantiers (0,1 %). L'évolution de l’occupation des sols de la commune et de ses infrastructures peut être observée sur les différentes représentations cartographiques du territoire : la carte de Cassini (XVIIIe siècle), la carte d'état-major (1820-1866) et les cartes ou photos aériennes de l'IGN pour la période actuelle (1950 à aujourd'hui).

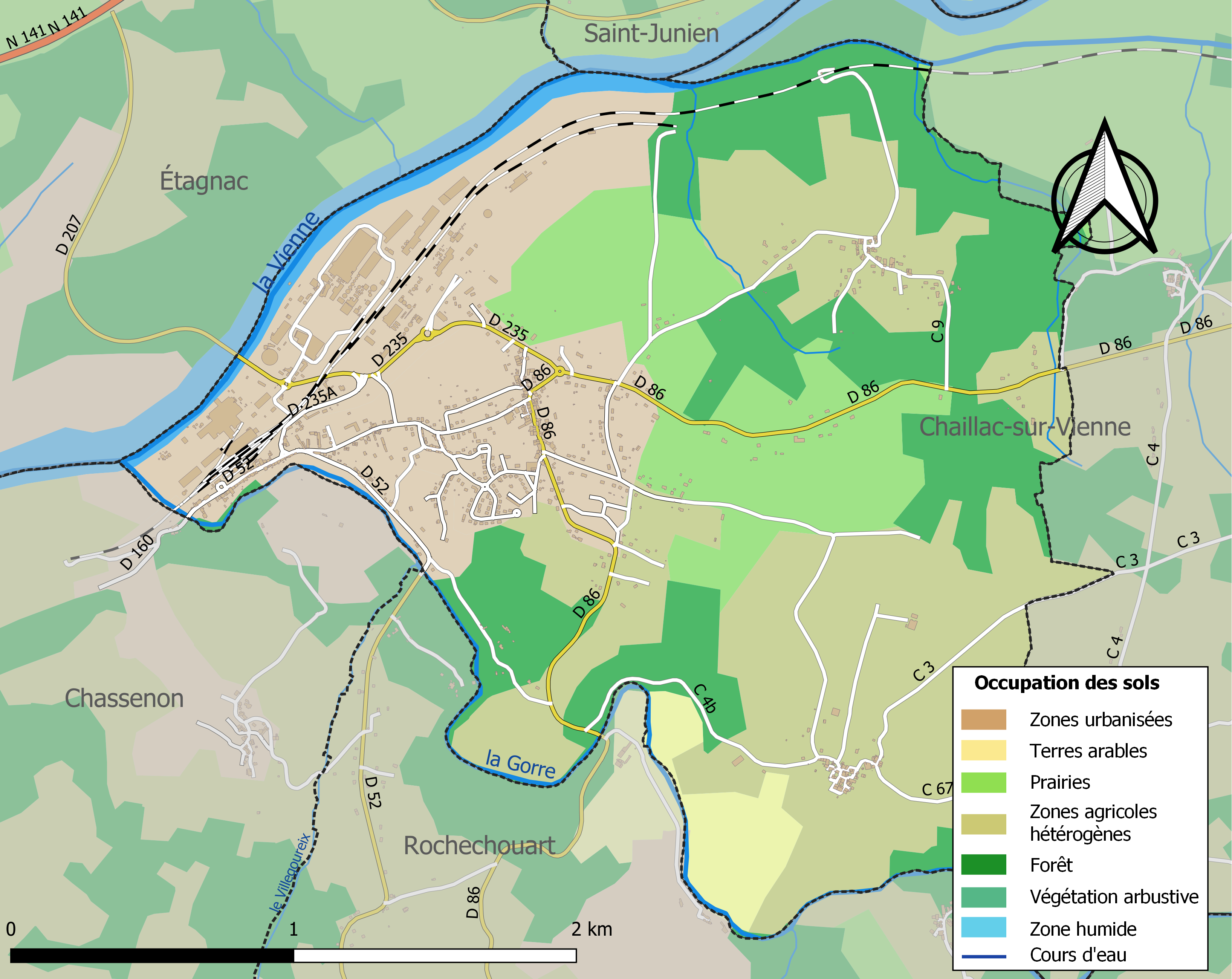
Carte des infrastructures et de l'occupation des sols de la commune en 2018 (CLC).

### Risques majeurs
Le territoire de la commune de Saillat-sur-Vienne est vulnérable à différents aléas naturels : météorologiques (tempête, orage, neige, grand froid, canicule ou sécheresse), inondations et séisme (sismicité faible). Il est également exposé à deux risques technologiques,  le transport de matières dangereuses et la rupture d'un barrage, et à un risque particulier : le risque de radon. Un site publié par le BRGM permet d'évaluer simplement et rapidement les risques d'un bien localisé soit par son adresse soit par le numéro de sa parcelle.

#### Risques naturels
Certaines parties du territoire communal sont susceptibles d’être affectées par le risque d’inondation par débordement de cours d'eau, notamment la Vienne et la Gorre. La commune a été reconnue en état de catastrophe naturelle au titre des dommages causés par les inondations et coulées de boue survenues en 1982 et 1999,. Le risque inondation est pris en compte dans l'aménagement du territoire de la commune par le biais du plan de prévention des risques inondation (PPRI) de la « Vienne d'Aixe à Saillat », approuvé le 12 octobre 2007.

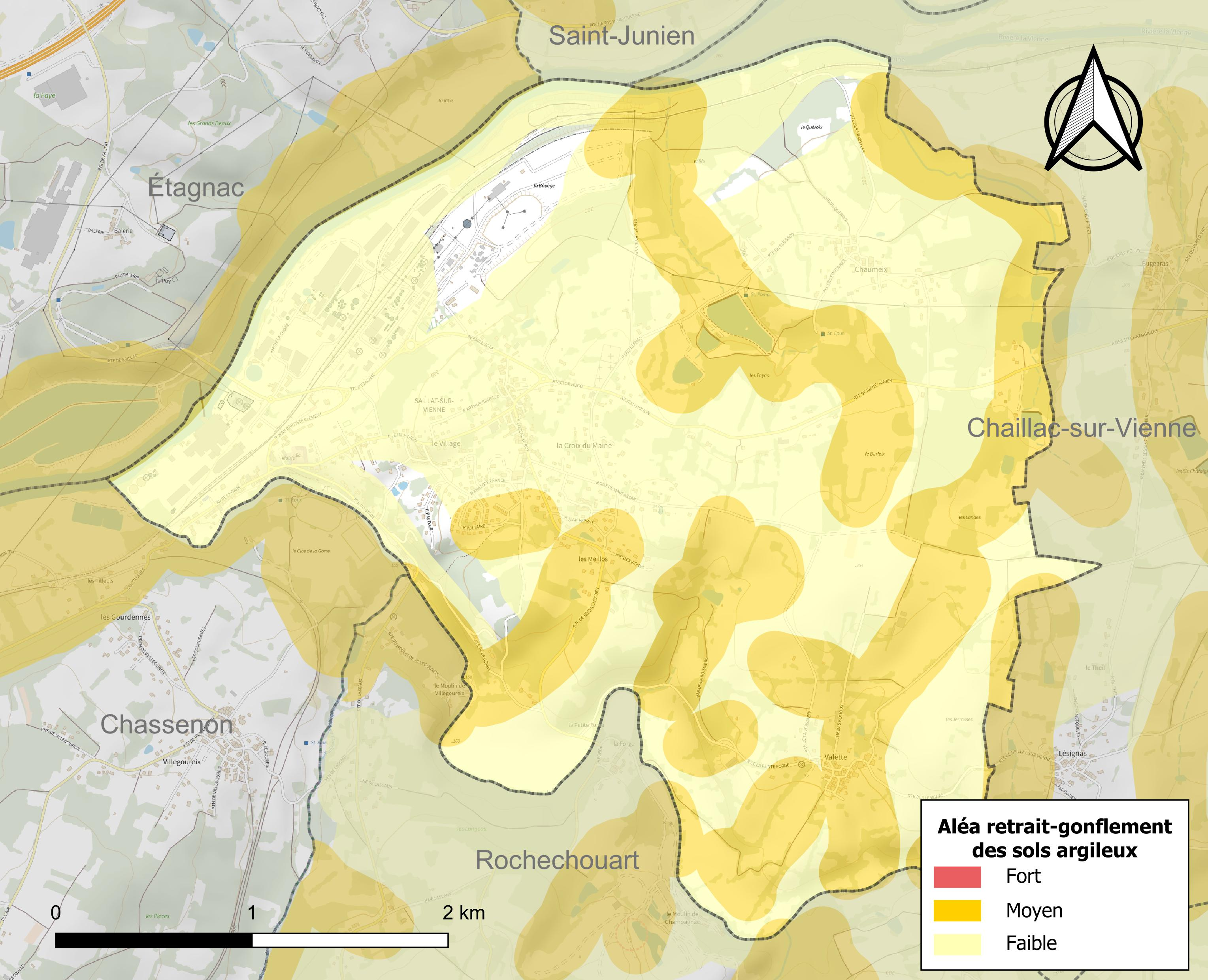
Carte des zones d'aléa retrait-gonflement des sols argileux de Saillat-sur-Vienne.

Le retrait-gonflement des sols argileux est susceptible d'engendrer des dommages importants aux bâtiments en cas d’alternance de périodes de sécheresse et de pluie. 37,8 % de la superficie communale est en aléa moyen ou fort (27 % au niveau départemental et 48,5 % au niveau national métropolitain). Depuis le 1er octobre 2020, en application de la loi ÉLAN, différentes contraintes s'imposent aux vendeurs, maîtres d'ouvrages ou constructeurs de biens situés dans une zone classée en aléa moyen ou fort,.
La commune a été reconnue en état de catastrophe naturelle au titre des dommages causés par des mouvements de terrain en 1999.

#### Risque technologique
La commune est en outre située en aval des barrages de Lavaud-Gelade, dans la Creuse, de Saint-Marc et de Vassivière, des ouvrages de classe A. À ce titre elle est susceptible d’être touchée par l’onde de submersion consécutive à la rupture de cet ouvrage.

#### Risque particulier
Dans plusieurs parties du territoire national, le radon, accumulé dans certains logements ou autres locaux, peut constituer une source significative d’exposition de la population aux rayonnements ionisants. Selon la classification de 2018, la commune de Saillat-sur-Vienne est classée en zone 3, à savoir zone à potentiel radon significatif.

## Histoire
Saillat n'était autrefois qu'un petit village dépendant de Chaillac-sur-Vienne. En 1875 a lieu la création de la ligne de chemin de fer entre Limoges et Angoulême. Saillat est dotée d'une gare qui porte son nom. Dès lors l'importance du village grandit, avec sa population, et la création près de lui d'une papeterie qui aura un grand avenir. La population de Chaillac-sur-Vienne se divise vite en deux groupes distincts d'habitants, les agriculteurs de l'Est et les ouvriers de l'Ouest.
Dans les années 1920, les ouvriers de l'usine, en grève, la détériorent. Les entrepreneurs de l'usine présentent la facture des réparations à la mairie de Chaillac-sur-Vienne. Les agriculteurs de l'est ne veulent pas la payer pour les ouvriers de l'ouest. La scission entre les deux populations se conclut par la création de la commune de Saillat par démembrement de Chaillac-sur-Vienne, le 2 janvier 1928. La nouvelle commune n'avait pas d'église. Elle est construite en 1933 et bénie le 2 avril 1934. Saillat devient Saillat-sur-Vienne par le décret du 3 août 1953.

## Économie

### Industrie du papier

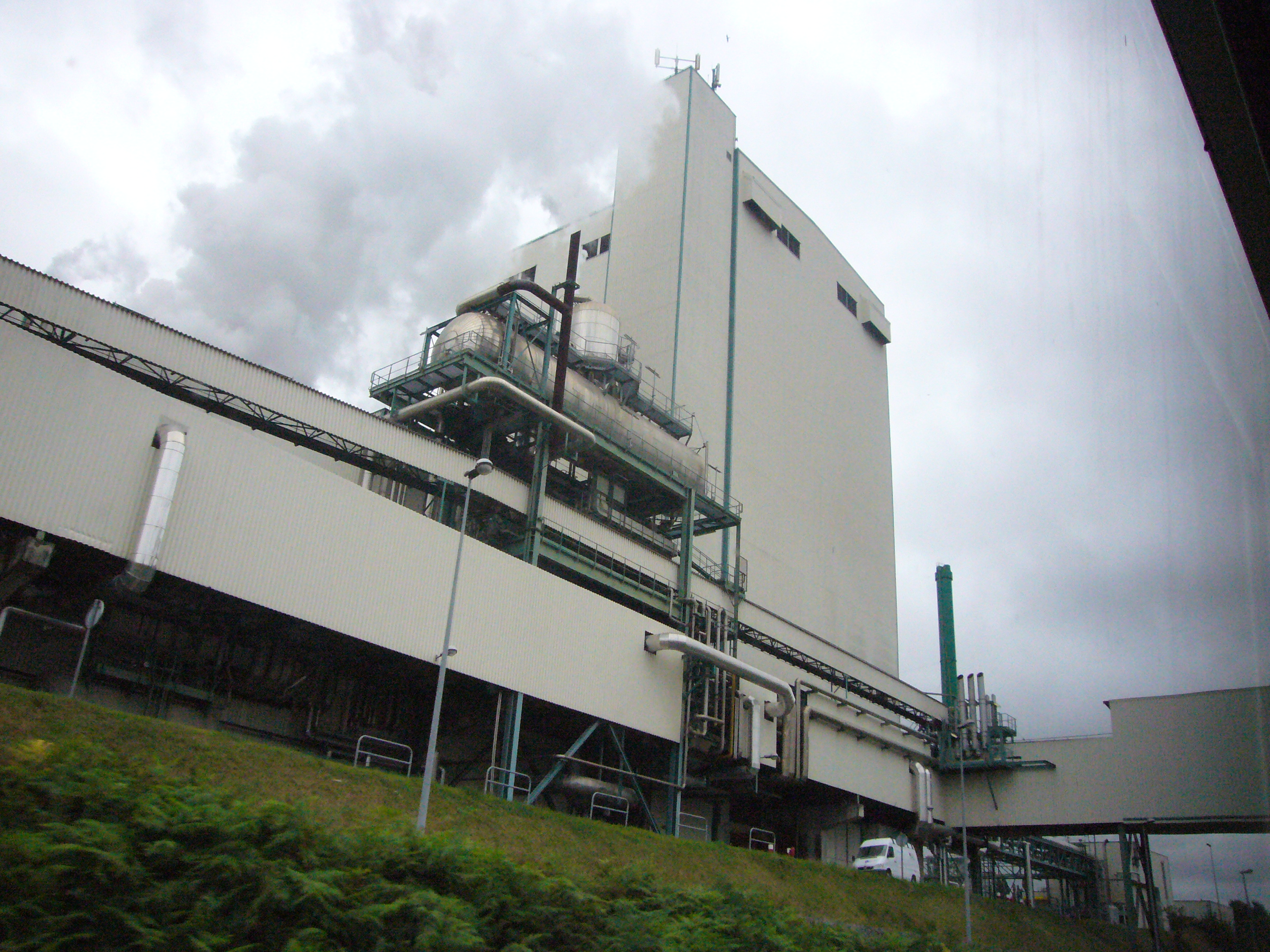
L'usine depuis la voie ferrée de Limoges à Angoulême.

En 1955, la papeterie de Saillat décuple sa capacité de production et, en 1963, elle prend son envol. Les rames de papiers fabriquées à Saillat se vendent dans le monde entier. Depuis 1989, la papeterie est devenue la principale unité européenne du groupe nord-américain International Paper, puis est reprise par l'américain Sylvamo. Elle transforme chaque année près de 1,4 million de tonnes de bois en environ 320 000 tonnes de pâte à papier, 95 millions de ramettes de format A4 et A3, 240 000 tonnes en papier blanc, 22 000 tonnes en papiers de couleur.

### Usine Smurfit Kappa
Le site de Saillat sur Vienne est spécialisé dans la fabrication d’emballages en carton ondulé à partir de la récupération de vieux papiers collectés en France provenant de diverses filières comme la grande distribution, des collectivités...

### Projet d'usine de biocarburant pour avion
L'énergéticien Verso Energy veut créer une usine de carburant de synthèse à destination de l'aviation, à horizon 2030 

## Politique et administration
| Période                                  | Période   | Identité          | Étiquette | Qualité |
| ---------------------------------------- | --------- | ----------------- | --------- | ------- |
| avant 1981                               | ?         | Maurice Maurellet | PCF       |         |
| juin 1995                                | mars 2014 | René Charles      | ADS       |         |
| mars 2014                                | mai 2020  | Jacques Bertrand  | ADS       |         |
| mars 2020                                | En cours  | Pascal Cluzeau    |           |         |
| Les données manquantes sont à compléter. |           |                   |           |         |

### Participations aux élections
| Élection                                | Inscrits | Abstentions   | Votants       | Blancs et nuls | Exprimés       | Résultat                                                         |
| --------------------------------------- | -------- | ------------- | ------------- | -------------- | -------------- | ---------------------------------------------------------------- |
| Référendum 1992 (Maastricht)            | 840      | 193 (22,98 %) | 647 (77,02 %) | 41 (6,34 %)    | 606 (93,66 %)  | OUI : 250 (41,25 %) ; NON : 356 (58,75 %)                        |
| Européennes 2004                        | 726      | 339 (46,69 %) | 387 (53,31 %) | 16 (4,13 %)    | 371 (95,87 %)  |                                                                  |
| Référendum 2005                         | 717      | 192 (26,78 %) | 525 (73,22 %) | 15 (2,86 %)    | 510 (97,14 %)  | OUI : 143 (28,04 %) ; NON : 367 (71,96 %)                        |
| Présidentielle 2007                     | 729      | 90 (12,35 %)  | 639 (87,65 %) | 20 (3,13 %)    | 619 (96,87 %)  | Nicolas Sarkozy : 230 (37,16 %) ; Ségolène Royal : 389 (62,84 %) |
| Municipales 2008 (15 sièges à pourvoir) | 523      | 190 (25,50 %) | 555 (74,50 %) | 19 (2,55 %)    | 536 (871,95 %) | Nouveau maire                                                    |

## Population et société

### Démographie
L'évolution du nombre d'habitants est connue à travers les recensements de la population effectués dans la commune depuis 1931. Pour les communes de moins de 10 000 habitants, une enquête de recensement portant sur toute la population est réalisée tous les cinq ans, les populations de référence des années intermédiaires étant quant à elles estimées par interpolation ou extrapolation. Pour la commune, le premier recensement exhaustif entrant dans le cadre du nouveau dispositif a été réalisé en 2007.

En 2022, la commune comptait 826 habitants, en évolution de −1,43 % par rapport à 2016 (Haute-Vienne : −0,68 %, France hors Mayotte : +2,11 %).
| 1931 | 1936 | 1946 | 1954 | 1962  | 1968  | 1975  | 1982  | 1990 |
| ---- | ---- | ---- | ---- | ----- | ----- | ----- | ----- | ---- |
| 884  | 780  | 894  | 913  | 1 005 | 1 232 | 1 268 | 1 112 | 962  |

| 1999 | 2006 | 2007 | 2012 | 2017 | 2022 | - | - | - |
| ---- | ---- | ---- | ---- | ---- | ---- | - | - | - |
| 905  | 822  | 812  | 832  | 832  | 826  | - | - | - |

### Manifestations culturelles et festivités
Depuis 2008 a lieu en août le festival Les cheminées du rock,.

## Culture locale et patrimoine

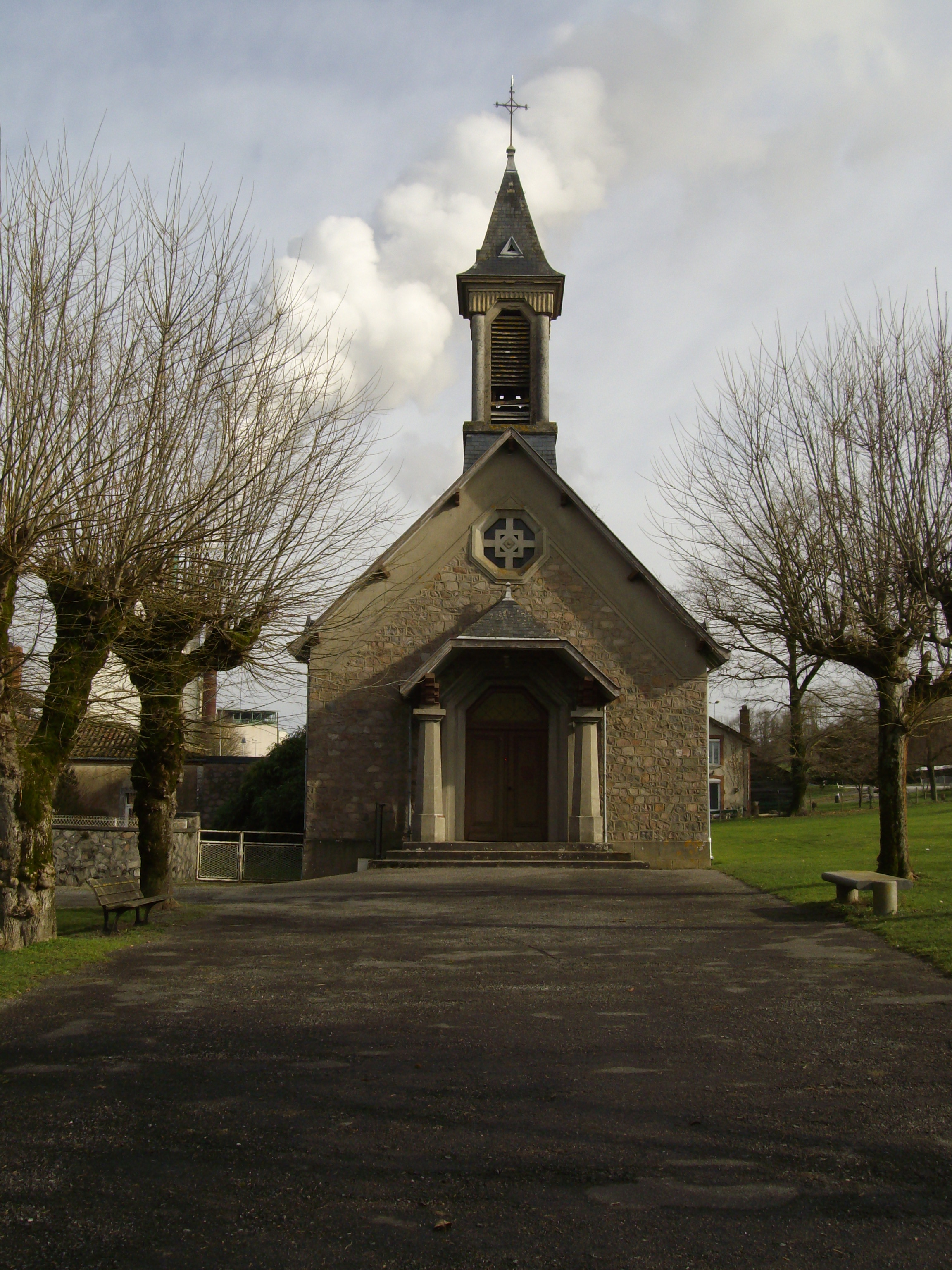
Église Notre-Dame-des-Anges.

### Lieux et monuments
- Usine International Paper (IP)
- Usine Smurfit Kappa
- Église Notre-Dame-des-Anges de Saillat-sur-Vienne.

### Patrimoine oral
Série de témoignages recueillis sur la commune auprès de Mathieu Vignaud.

### Héraldique
| Blason de Saillat-sur-Vienne | Blason  | De gueules au pont droit de trois arches alésé d'argent, maçonné de sable ; au chef d'or chargé de trois roues crantées de gueules. |
| Blason de Saillat-sur-Vienne | Détails | Le statut officiel du blason reste à déterminer.                                                                                    |

## Pour approfondir